# Доктор Реј и ђаволи
Доктор Реј и ђаволи је српски филм из 2012. године. Режирао га је Динко Туцаковић, који је заједно са Димитријем Војновим написао и сценарио.
Филм је рађен у копродукцији Србије, Словеније, Мађарске и Хрватске, а добио је подршку Фондације "Николас Реј" из Њујорка и подршку редитеља Вима Вендерса и његове продуцентске куће.
Филм је премијерно приказан на затварању ФЕСТ-а у Београду 4. марта 2012. године.

## Радња
У биографији Николаса Реја постоји "црна рупа" у периоду између 1963. и 1967. године, па филм "Доктор Реј и ђаволи" открива шта се дешавало у тајанственом периоду његовог живота.
Славни холивудски редитељ Николас Реј је након два неуспела пројекта, по позиву Ратка Дражевића, директора Авала филма из Београда, напустио своју младу супругу и ћерку и дошао у Југославију. У то време Реј који је био комуниста и зависник од дрога, радио је на пројекту "Доктор Реј и његови ђаволи" по роману аутора Дилана Томаса.
И док су у САД његова породица, продуцент Семјуел Бронстон и глумац Чарлтон Хестон организовали потрагу за њим, чак унајмили и приватног детектива, у Србији је Реј био хваљен и заштићен, под недвосмисленим благословом председника Тита.
Али и ту настају проблеми. Наиме, док је Реј желео да снима ауторски филм, Дражевић и другови су имали другачије идеје, они су желели костимирани спектакл који би промовисао Авала филм као Холивуд на Балкану и СФРЈ као земљу слобода, негде између Запада и Гвоздене завесе.

## Улоге
| Глумац             | Улога                     |
| ------------------ | ------------------------- |
| Пол Мари           | Николас Реј               |
| Драган Бјелогрлић  | Ратко Дражевић            |
| Ана Софреновић     | Бети                      |
| Лена Богдановић    | Нада                      |
| Светозар Цветковић | Грифит                    |
| Бојан Димитријевић | Борислав Михајловић Михиз |
| Јана Милић         | Оља                       |
| Слободан Ћустић    | Рецепционар               |
| Миодраг Крстовић   | Друг Бранко               |
| Тихомир Станић     | Ивица                     |
| Марко Гверо        | Алекса                    |

## Награде
Сценарио за филм "Доктор Реј и ђаволи" добио је прву награду на конкурсу Скупштине града Београда и фонда SSE CN на фестивалу у Солуну.